# Tunis
Tunis (ar.: تونس ) este capitala Tunisiei. Orașul are 651.183 de locuitori înregistrați la recensământul din 2013 și o suprafață de 212,63 km2, iar în regiunea Tunisului trăiesc 2,3 miloane de oameni (2006).

## Geografie
Coordonate : 36,48° N, 10,12° E.
Tunisul este situat în nordul țării în apropiere de lacul Tunis, o lagună joasă, și de golful Tunisului din Marea Mediterană. In centrul orașului se află orașul istoric (Medina, inclusă pe lista patrimoniului cultural mondial UNESCO); orașul nou s-a extins în timpul periodei coloniale. Cartierele orașului se numesc: Le Bardo (cartierul guvernului) unde se află și o serie de muzee (de pildă Muzeul Bardo), cartierul de la Belvédère, El Menzah, Ariana, iar în sud Megrine și Ben Arous. In timpul perioadei coloniale, francezii au construit o stradă magistrală de 10 km lungime și un dig de-a lungul lacului Tunis. Magistrala a fost prelungită ulterior, azi leagă centrul orașului cu portul La Goulette, în nordul portului se află așezările istorice ale Cartaginei întemeiat de fenicieni, Sidi Bou Said, La Marsa și Gammarth. La sud est de Tunis se află orașul Hammam-Lif.

## Patrimoniu mondial UNESCO
Medina din Tunis a fost înscrisă în anul 1979 pe lista patrimoniului mondial UNESCO.

## Personalități născute aici
- Ibn Khaldun (1332 - 1406), istoric, filozof arab;
- Chiril al II-lea (? - 1640), patriarh ecumenic al Constantinopolului;
- Georges Wolinski (1934 - 2015), grafician francez;
- Pierre Agostini (n. 1941), fizician francez, Premiul Nobel pentru fizică;
- Bertrand Delanoë (n. 1950), politician, fost primar al Parisului;
- Abdellatif Kechiche (n. 1960), actor, regizor, scenarist francez;
- Dany Brillant (n. 1965), cântăreț francez;

## Galerie de imagini

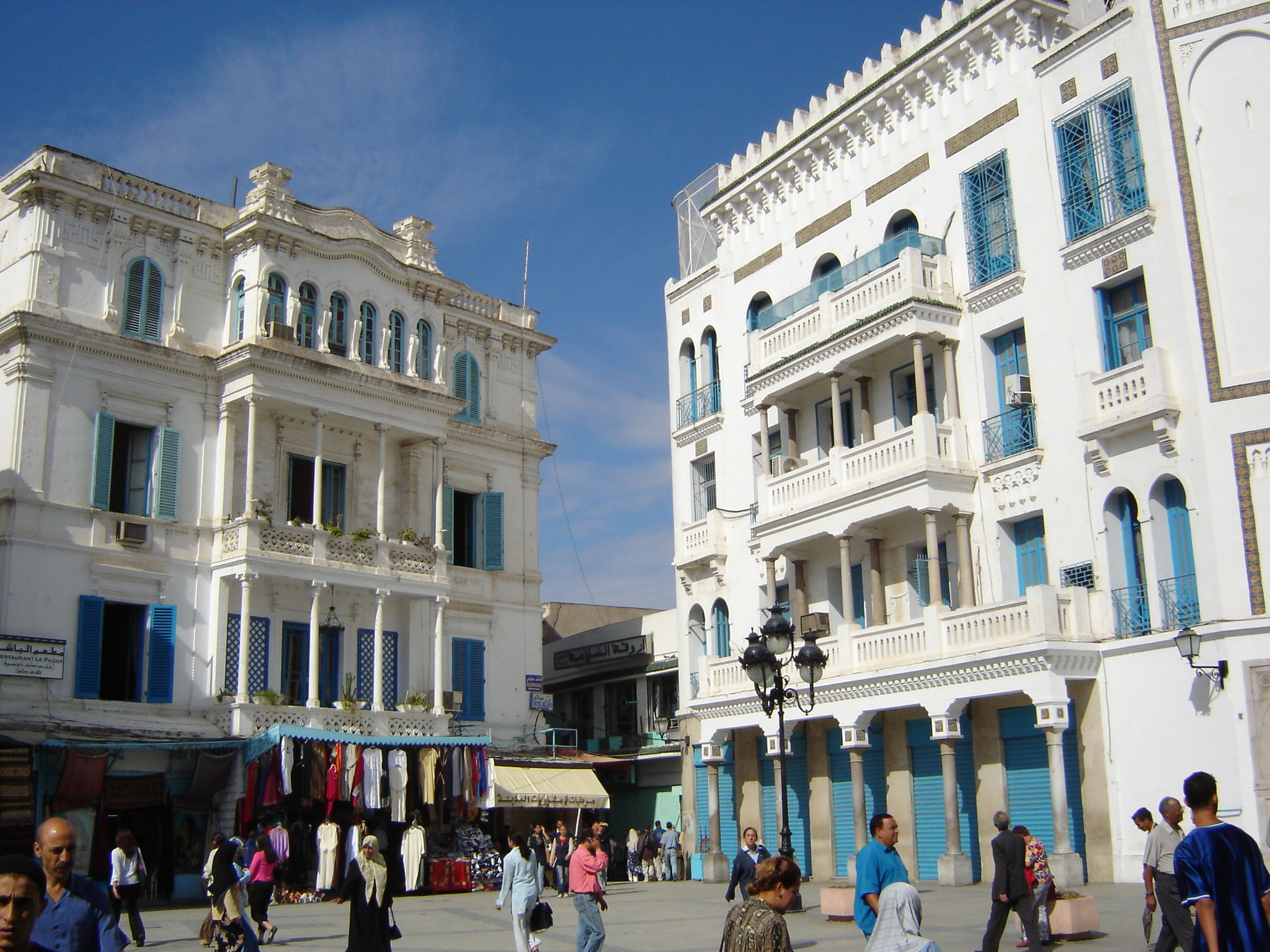
Piaţa Victoria din centrul Tunisului
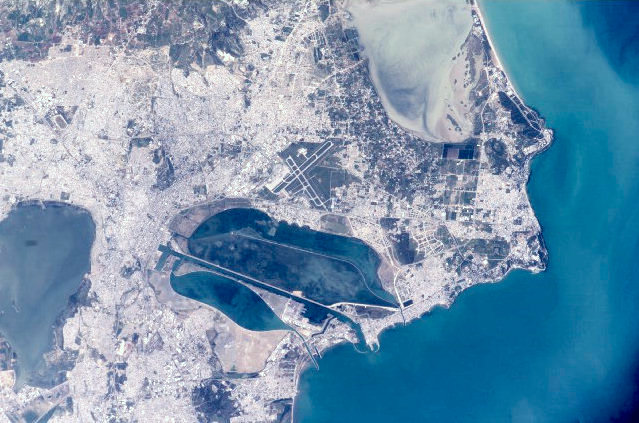
Tunisul, fotografie din satelit